# Sacred 3
Sacred 3: Heart of Ancaria è un videogioco, seguito di Sacred 2: Fallen Angel e di Sacred: La leggenda dell'arma sacra. Annunciato nel 2009, è stato presentato nell'agosto 2012 al Gamescom. È stato pubblicato nell'agosto del 2014.

## Trama
I Serafini, guardiani del leggendario Cuore D'Ancaria e del suo legame sacro con la popolazione, hanno mantenuto la pace nelle terre d'Ancaria per secoli, ma sono stati dimenticati.
L'imperatore Zane Ashen è disposto a tutto pur di trovare il mistico Cuore di Ancaria, nonostante un serafino lo abbia celato in un luogo lontano e misterioso: chi lo possiede, infatti, dispone di un ampio potere. Lord Zane si è quindi alleato con i Demoni, al fine di aprire le porte per Underworld.
Una resistenza di eroi, legati insieme dalle catene di quest'impero malvagio, è stata organizzata.
Il giocatore dovrà sconfiggere l'imperatore oppressivo qual è Zane, ed evitare che ottenga il Cuore d'Ancaria, il famoso e potente artefatto.

## Accoglienza
Sacred 3 ha riscosso valutazioni medie, oltre la sufficienza ma che non mancano sottolineare i vari difetti del gioco. Su Metacritic ha ottenuto un metascore complessivo di 58/100. Di seguito sono riportati alcuni dei voti della stampa internazionale ed italiana:
- Calm Down Towm – 80/100
- Strategy Informer – 80/100
- Gamesoul.it - 6.5/10
- Game Informer – 75/100
- Multiplayer.it - 6/10
- GameStar – 71/100
- Hooked Gamers – 71/100
- 3D Juegos – 70/100
- Meristation – 65/100
- Eurogamer Germany – 60/100
- Games(TM) – 60/100
- The Escapist – 60/100
- Games Radar – 40/100
- RPGamer - 40/100